# Северенчук Богдан Михайлович
Богдан Михайлович Северенчук (1991—2022) — старший солдат Збройних Сил України, учасник російсько-української війни, який загинув під час російського вторгнення в Україну.

## Життєпис
Народився 1991 року. Мешкав у м. Кам'янка на Черкащині. Закінчив Черкаський національний університет імені Богдана Хмельницького за спеціальністю «філософія». До початку повномасштабного вторгнення працював юристом в Міністерстві культури та інформаційної політики України.
З початком російського вторгнення в Україну 24 лютого 2022 року пішов добровольцем захищати Україну. Служив старшим навідником мінометного взводу мінометної батареї одного з підрозділів Збройних сил України. Загинув 11 листопада 2022 року в Луганській області.
Похований м. Кам'янка на Черкащині. У нього залишились мама, тато та сестра.

## Нагороди
- орден «За мужність» III ступеня (14.02.2023) (посмертно) — за особисту мужність і самовіддані дії, виявлені у захисті державного суверенітету та територіальної цілісності України.[4]